# Croydon (Nouvelle-Galles du Sud)
Croydon est une ville-banlieue australienne située à la fois dans les zones d'administration locale de Burwood et d'Inner West, dans l'agglomération de Sydney, dans l'État de Nouvelle-Galles du Sud.

## Géographie
Croydon se trouve à environ 11 km à l'ouest du centre-ville de Sydney. Elle est cernée, au nord par Five Dock, au sud par Croydon Park, à l'est par Ashfield et à l'ouest par Burwood.

## Démographie
La population s'élevait à 10 381 habitants en 2011 et à 10 612 habitants en 2016.

## Galerie de photos

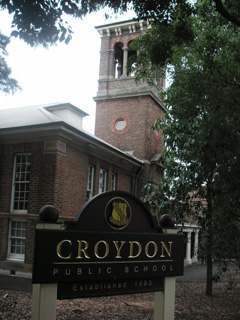
École publique de Croydon.
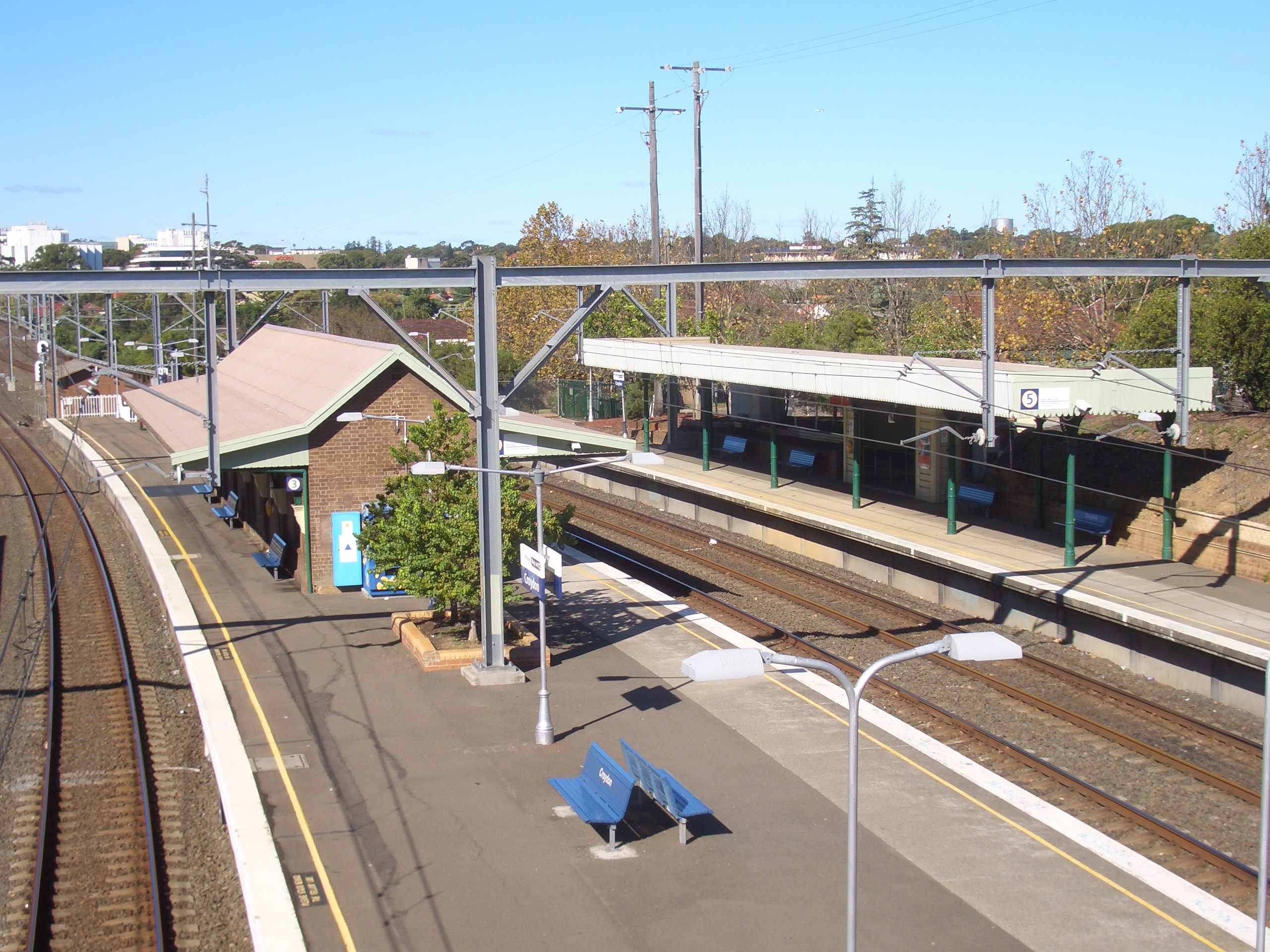
Gare de Croydon.
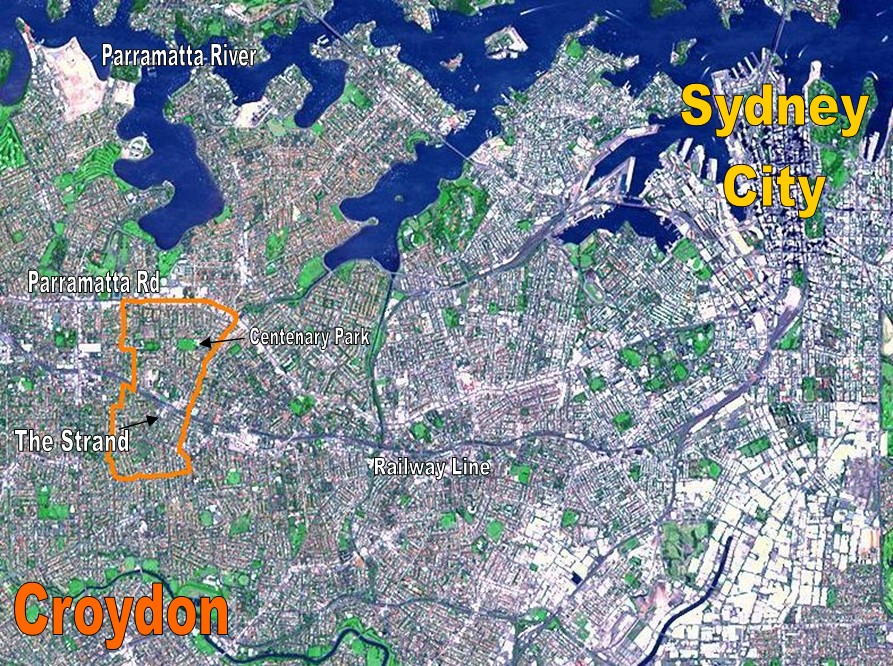
Croydon, vue par satellite.
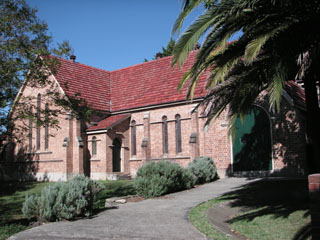
Église anglicane St James.